# 弗农山广场
弗农山广场 （Mount Vernon Square）是美国华盛顿特区西北区的一个城市广场和社区，马萨诸塞大道、纽约大道、K街和8街交汇于此。
弗农山广场东到7街，西到9街，北到弗农山坊。

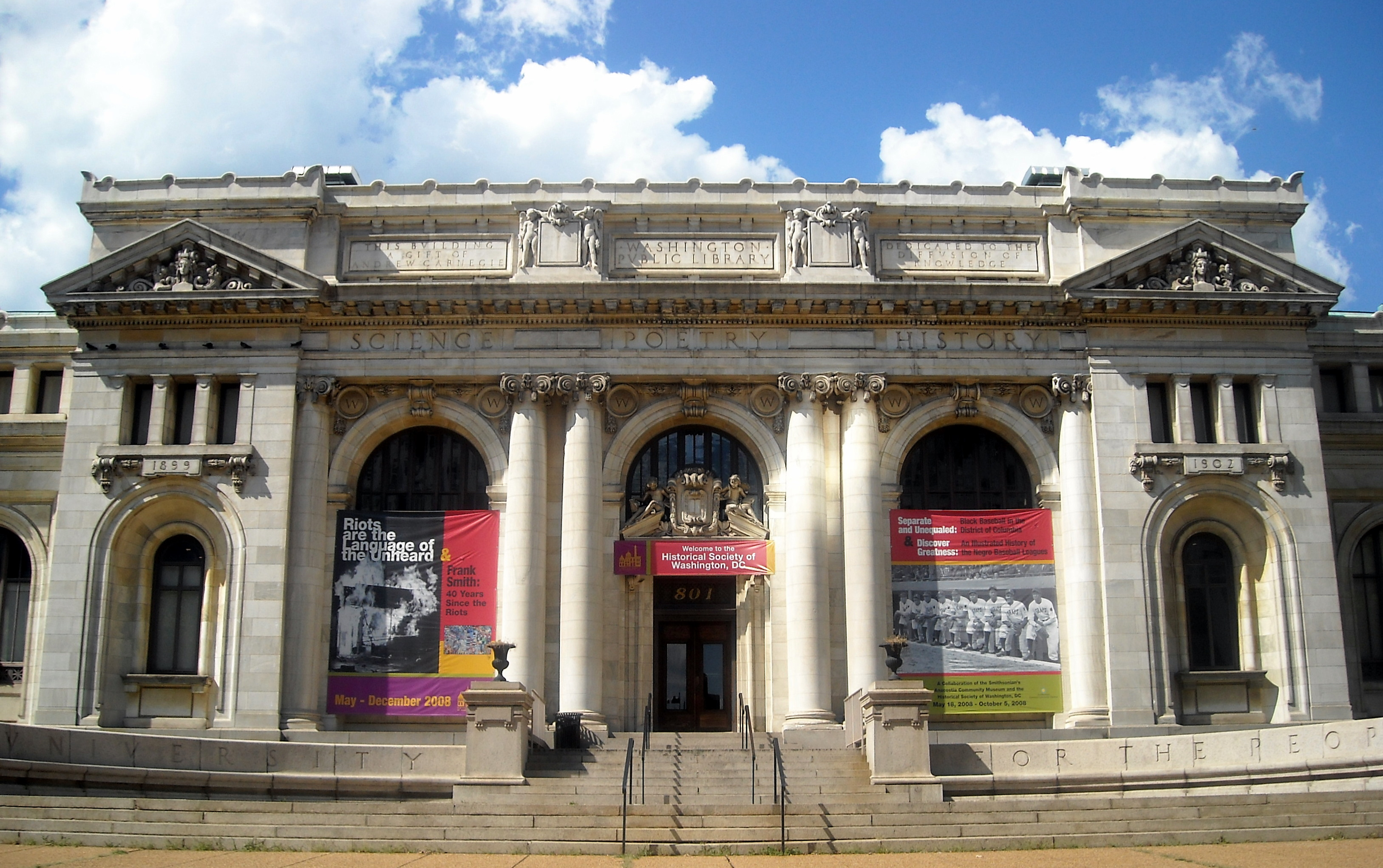
弗农山广场的Apple卡内基图书馆。

广场的北侧是新的沃尔特E.华盛顿会议中心，为该市的第二大建筑，仅次于美国国会大厦。东侧原为为前全国公共广播电台总部，现已拆除。西侧为新古典主义的弗农山联合卫理公会（马萨诸塞大道900号）。广场中心为Apple卡耐基图书馆，华盛顿哥伦比亚特区历史学会也位于建筑内；该白色的大理石图书馆1903年建成，是实业家安德鲁·卡内基的礼物。华盛顿唐人街在弗农山广场的南部。最近的地铁站为弗农山广场站。
弗农山广场也是华盛顿的一个社区和历史街区，西到9街，东到1街和新泽西州大道，北到N街，南到马萨诸塞大道。